# Frank Marzoch
Frank Marzoch, född 22 oktober 1965, är en tysk bågskytt. Han deltog vid olympiska sommarspelen 1992.